# 霍爾德里奇站
霍尔德里奇站（英語：Holdrege Station），又稱“鐵馬車站”（Ironhorse Station）。是位於內布拉斯加州霍爾德里奇的一座鐵路客運車站。車站由芝加哥，伯靈頓和昆西鐵路建於1910年，於1997年2月21日列入國家史跡名錄。

## 外部連結
- 维基共享资源上的相關多媒體資源：霍爾德里奇站
- Amtrak - Stations - Holdrege, NE
- Holdrege Amtrak Station (USA RailGuide -- TrainWeb) （页面存档备份，存于）